# Croiseur auxiliaire
 (juillet 2020).
Un croiseur auxiliaire est un navire marchand armé utilisé par la marine militaire d'un État, soit pour la défense du commerce maritime, soit pour l'attaque de celui-ci. Ce type de navire a été principalement utilisé durant les deux conflits mondiaux du XXe siècle. Pour des fins agressives en ce qui concerne l'Allemagne ; principalement à des fins défensives pour les marines alliées.
Dans la marine allemande, dix-sept navires furent ainsi armés durant le Premier conflit mondial et 12 durant le second.
La Royal Navy, avec d'immense routes maritime à protéger réquisittionnera pour conversion en AMC  56 paquebots en 39-40.
Malgré  une assise géographique comparable à celle de l'Empire Britannique, l'Empire Français n'avait pas des ressources maritimes comparables et en juillet 40 la Marine Nationale avait une douzaine d'unité en opération et une en conversion.
Bien que la désignation "Croiseur auxiliaire" soit une classification administrative variant avec chaque état, la quasi-totalité des récits forgeant la culture populaire sur le sujet mettent en scène des unités allemandes, britanniques ou française. La culture populaire conçoit donc le croiseur auxiliaire selon des dénominateurs communs: un grand navire marchand, d'une vitesse minimum de 15 noeud, à hélices multiples, armé de 6-8 canons de 138-155 mm, deux pièces AA de 75-105mm, des armes automatique légères, une flotabilité amélioré, éventuellement avec des tubes lance torpille et un hydravion.

## Le concept
Le traité de Paris de 1856 a aboli la guerre de course. Mais il a reconnu aux pays signataires le droit d'armer des navires de commerce. Ces navires devaient arborer le pavillon des pays qui les mettaient en œuvre. Leur équipage devait aussi être dûment inscrit comme faisant partie de la marine de guerre du pays concerné.
Ce sont les Allemands qui ont le plus développé le concept de croiseur auxiliaire comme raider sous le nom de Hilfskreuzer ou Handels-Stör-Kreuzer (HSK). Il s'agit de navires de commerce reconvertis en navire de guerre par l'adjonction d'armement, canons de moyen et faible calibre, tubes lance-torpille, mines.
Un concept semblable avait été développé pendant la guerre de Sécession avec des navires confédérés tentant de percer le blocus de l'Union.
Il diffère des navires marchands armés, héritiers des flottes de voiliers faisant route vers les Indes et dont l'armement ne se justifiait que pour la défense de la cargaison.
Les croiseurs auxiliaires approchaient de leur cible, le plus souvent non armée ou faiblement armée, en arborant un pavillon neutre, voire allié. Ils modifiaient aussi leur apparence par l'adjonction de fausse cheminée, de mâts, voire en repeignant la coque pour se rapprocher de l'apparence d'un navire neutre. Ils dévoilaient leur armement à proximité de leur cible qui ne pouvait plus que se rendre, n'ayant souvent même pas le temps d'envoyer un message de détresse ou d'alerte.
La partie était donc très inégale. Mais à l'inverse, quand un navire de guerre allié réussissait à débusquer un croiseur auxiliaire allemand, celui-ci n'avait aucune chance vu la différence d'armements, de blindage et d'absence de véritable direction de tir.
Les Allemands utilisèrent des navires marchands moyens comme croiseurs auxiliaires, plutôt que des paquebots rapides, car la silhouette de ces derniers était trop reconnaissable. Ils utilisèrent aussi comme croiseur auxiliaire des navires alliés capturés et reconvertis.
Il faut distinguer les croiseurs auxiliaires, navires marchands reconvertis, des croiseurs légers utilisés comme raiders, tels que l'Emden. En effet, contrairement aux croiseur auxiliaires, les croiseurs légers n'étaient pas des navires civils ou ennemis reconverti, mais bel et des navires de guerre dédiés.
La Regia Marina (marine royale italienne) a utilisé des croiseurs auxiliaires dans toutes les actions de guerre, de la guerre italo-turque à la Seconde Guerre mondiale.

## Guerre hispano-américaine

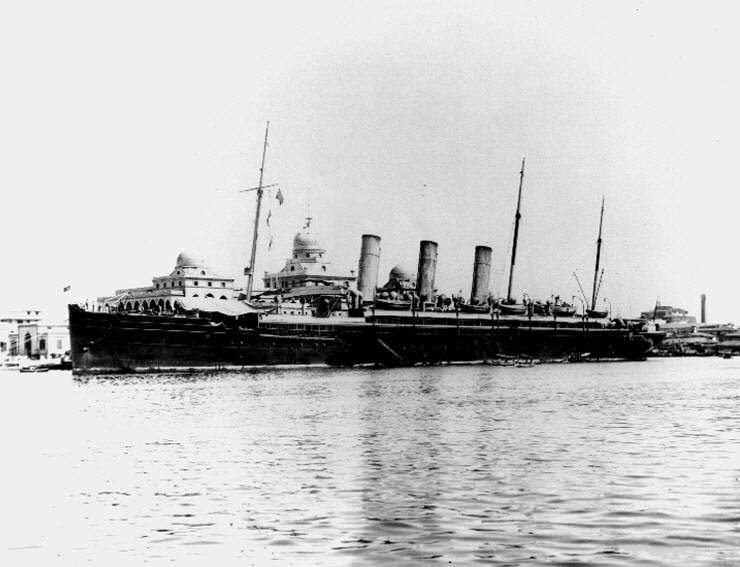
Croiseur auxiliaire Rapido de la marine espagnole à Port-Saïd, lors de la guerre hispano-américaine en 1898.

Lors de la guerre hispano-américaine, l'Espagne a mobilisé le Patriota et acheté en urgence le Rapido afin de les convertir en croiseurs auxiliaires.

## Première Guerre mondiale

### Principaux évènements
Quelques paquebots reconvertis en croiseur auxiliaire rencontrèrent quelques succès. L'ancien paquebot Kaiser Wilhelm der Große coula 2 cargos en 1914 avant d'être coulé par le HMS HighFlyer.
Son sistership Kronprinz Wilhelm réalisa une campagne fameuse, coulant ou capturant un total de 15 navires alliés en 1914 et 1915. À court de vivres et de combustible, il se réfugia dans un port américain de Virginie, où il fut interné. Il fut finalement reconverti en transport de troupes américain et rebaptisé USS Von Steuben.
Le plus célèbre raider de commerce allemand de la Première Guerre mondiale est probablement le voilier SMS Seeadler, commandé par le comte Felix von Luckner.

### Liste des bâtiments
Kaiserliche Marine
- SMS Ayesha
- SMS Berlin

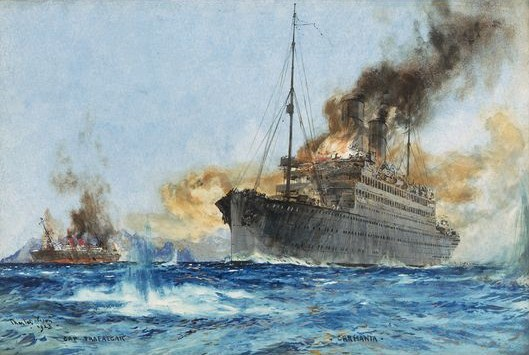
Combat du Cap Trafalgar et du Carmania.

- SMS Cap Trafalgar coulé par le RMS Carmania
- SMS Falke, à partir de 1899
- SMS Geier : voir SMS Möwe
- SMS Greif
- SMS Iltis
- SS Kaiser Wilhelm der Große
- SMS Königin Luise
- SMS Kronprinz Wilhelm
- SMS Leopard : voir SMS Möwe
- SMS Meteor
- SMS Möwe
- SMS Prinz Eitel Friedrich
- SMS Seeadler
- SMS Seelöwe
- SMS Vineta
- SMS Wolf
- SMS Wolf II

## Seconde Guerre mondiale
Si les Alliés et la Regia Marina utilisèrent les croiseurs auxiliaires à des fins de protection des navires de commerce, l’Allemagne nazie les utilisa pour attaquer le commerce maritime ennemi alors que la Marine Impériale Japonaise en utilisa deux comme raider, l'Aikoku Maru et le Hōkoku Maru, 8 autres pour la protection des navires de commerce et 3 comme mouilleurs de mines.
 Croiseur auxiliaire Japonais
La marine japonaise désignera 13 ex navires marchands comme croiseurs auxiliaires et 79 comme « convertis en canonnières ».
Exemple des problèmes de traduction entre différentes cultures maritimes, le terme canonnière donne à penser qu'il s'agissait de patrouilleurs légers, alors que 75 avaient entre 1000 et 3000 tonnes de tonnage brut. Certes, 3 parmi les 79 navires n'avaient qu'un seul canon, et 15 n'avaient que 2 à 4 canons de 76 mm ; mais 45 autres avaient de 2 à 4 pièces de 120 mm et 16 navires disposaient de 2 à 4 pièces de 140 ou 152 mm. La Marine Nationale utilisait à la même époque la désignation Patrouilleur auxiliaire pour des conversions semblables, alors que la désignation Auxiliary Patrol Vessel de la Royal Navy concernait généralement des navires de moins de 1 500 tonnes. La désignation « Convoy Escort » fût utilisée pour deux navires plus lourds: le Malines et l'Antwerp 2,957. Cependant, la Regia Marina les aurait considérés des MAC/AMC, (voir plus bas).
Les unités désignées comme croiseurs auxiliaires étaient:
- Aikoku Maru
- Akagi Maru
- Asaka Maru
- Awata Maru
- Bangkok Maru
- Gokoku Maru
- Hōkoku Maru
- Kinryu Maru
- Kinjosen Maru
- Kiyosumi Maru
- Kongo Maru
- Noshiro Maru
- Saigon Maru

Pour les unités équipées de quatre canons, le positionnement  typique était en losange (avant, arrière, tribord, babord). Pour celles avec huit canons: un à l'avant, un à l'arrière et 3 en bordé de chaque côté.
Croiseurs auxiliaires italiens
Des 684 navires marchands qui avait été réquisitionnés par le gouvernement Italien à la fin de juin 1940, 18 était désignés MAC (l'acronyme italien de AMC), 6 autres furent réquisitionnés avant la fin de l'année et 12 par la suite pour compenser les pertes. .
En fait, aucun des  MAC ne correspondait à la description classique du croiseur auxiliaire. Bien qu'ils aient presque tous été capables d'atteindre la vitesse type (14-20 noeuds), seuls 4 jaugeaient plus de 5,000 tonnes brut, mais surtout, aucun n'avait une batterie principale de type croiseur (pièce d'au moins 138mm / 5,5 pouces).  Les 12 MAC les mieux armés armaient 4 canons de 120 mm/45 calibres et 4 à 6 mitrailleuses Breda de 13,2mm (parfois remplacées par des canons automatiques de 20mm), 11 n'avaientt que des canons de moins de 120mm. Aucun radar n'était installé et le contrôle de tir se limitait à un télémètre.
Le Citta de Tunisi fut l'exemple le plus achevé.
Les MAC de la Regia Marina furent utilisés pour escorter les convois en Méditerranée et non pour défendre ou attaquer des routes maritimes distantes. Quatre grands cargos réfugiés au Japon furent considérés comme raiders mais finalement utilisés comme briseurs de blocus.

### Croiseurs auxiliaires britannique[2],[7]
56 paquebots furent réquisitionnés par la Royal Navy en 1939-1940 comme « Auxiliary Merchant Cruiser » ou AMC. Leur vitesse minimale était de 15 nœuds, avec deux hélices pour plus de manœuvrabilité, armés de 6 à 8 canons de 6 pouces, deux pièces AA de 3-4 pouces, parfois des mitrailleuses.
Ces navires se montrèrent très vulnérables aux attaques sous-marines : 10 furent coulés en Atlantique Nord par les U-Boat entre juin 40 et mai 41. Le Gneisenau et le Scharnhorst coulèrent le HMS Rawalpindi le 23 novembre 1939, l'Admiral Scheer coula le HMS Jervis Bay le 5 novembre 1940, qui défendait seul le convoi HX 84, puis le Thor et le Voltaire furent coulés le 04 avril 1941. Leur vulnérabilité, combinée aux besoins de paquebots comme transport de troupes, en navire d'opérations amphibie, ou en grands auxiliaires amènera la disparition progressive du type. À la fin 1943, seuls 17 étaient en service, loin des sous-marin ennemis. En mai 1944 aucun ne restait en service, hormis le HMCS Prince Robert reconverti en croiseur auxiliaire AA en 43. Notons que le Pretoria Castle devint un porte-avions d'escorte en 1943.
Même l'énorme Empire Britannique finit par manquer de croiseurs auxiliaires. Aux pertes de 39-40 s'ajoutait l'effondrement de la France en 40 et la menace que faisait peser sur les routes maritimes l'accès de la Kiergsmarine  aux ports français. Au lieu de croiseurs auxiliaires, ce sont donc 14 "Ocean Boarding Vessel" (OBV)  qui furent  réquisitionnés entre août et octobre 1940. 2 s'ajoutèrent plus tard. Il s'agissait de grands (plus de 3000t) cargos rapides (bananier ou réfrigéré) d'au moins 13 nœuds, armés d'une paire de canons de 6 po et généralement d'au moins un AA de 3 po. Aussi vulnérables que les AMC, 7 OBV furent perdus en 40- 41. À la fin de 42, 6 des 8 survivants avaient été réassignés. Les deux derniers furent réassignés en 43. Notons que trois avaient été équipés d'une catapulte pour chasseur (Fighter Catapult Ship) afin d'éloigner les avions de reconnaissance allemands.
L'idée de remplacer des AMC par des OBV pour patrouiller l’Atlantique Sud et l'océan Indien échoua sur le fait que si la reconversion des AMC était nécessaire pour les besoins en transport de troupe, le Ministry of War Transport ne pouvait se passer des cales réfrigérées pour les huit mois que dureraient les conversions.

### Croiseurs auxiliaires allemands
Le concept fut relancé avec la conversion de navires marchands dès le début de la Seconde Guerre mondiale. Mais vu l'absence de plans préalables, ces conversions prirent du temps. Le premier croiseur auxiliaire n'entra en service qu'en mars 1940.
Ils étaient ravitaillés par des navires de soutien quand ceux-ci arrivaient à franchir le blocus allié, ou à partir des cargaisons des navires capturés. Dans le Pacifique, ils se ravitaillaient aussi dans les ports occupés par les Japonais.
Pour contrer l'usurpation de pavillons alliés par les croiseurs auxiliaire, l'Amirauté britannique mit en place à partir d'octobre 1942 un système d'identification des bâtiments appelé check-mate system.
Le croiseur auxiliaire allemand Kormoran (ex-navire marchand Steiermark) réussit à surprendre et couler le croiseur léger australien HMAS Sydney bien que lui-même finisse par couler.
C'est le seul cas où un croiseur auxiliaire a réussi à couler un navire de ligne.
Les croiseurs auxiliaires allemands ont coulé un total de 800 000 tonnes alliés, à comparer aux 12 800 000 tonnes coulés par les sous marins allemands pendant la Première Guerre mondiale ou aux 23 300 000 dans la seconde.

#### Caractéristiques
Dix croiseurs auxiliaires d'un tonnage de 3 860 à 9 400 tonnes furent utilisés. Généralement ces navires étaient équipés de :
- 6 canons de 150 mm
- Armements légers de 40 mm, 37 mm, 20 mm. Généralement camouflés dans des coffres avec une ouverture mobile ou dans des faux roofs.
- 2 à 6 tubes lance-torpilles
- Mines à mouiller à l'approche de ports ennemis
- Un hydravion de reconnaissance Arado Ar 196
- Parfois d'une vedette lance-torpilles

De par leurs dimensions, ces navires emportaient de grande quantité de combustible, d'eau potable et de vivres. Pour pouvoir recueillir les équipages des navires coulés, ils disposaient également de places pour des prisonniers.

#### Liste des bâtiments
Kriegsmarine
- Orion (HSK-1)
- Atlantis (HSK-2)
- Widder (HSK-3)
- Thor (HSK-4)
- Pinguin (HSK-5)
- Stier (HSK-6)
- Komet (HSK-7)
- Kormoran (HSK-8)
- Michel (HSK-9)
- Coronel (HSK-10)
- Hansa (HSK-11)

### Croiseurs auxiliaires français
Des navires bananiers, de grands paquebots  océaniques ou de rapide paquebots méditerranéen furent utilisés comme croiseurs auxiliaires 
De septembre à novembre 1939, 18 navires furent sélectionnés  comme Croiseurs auxiliaires potentiel, 15 effectivement réquisitionnés et 12 furent finalement convertis,  
- Aramis (X1)
- Barfleur (X19)
- Charles Plumier (X11)
- Colombie (X10)
- Koutoubia (X4)
- Ville d'Oran (X5)
- El Djezair (X17)
- El Kantara (X16)
- El Mansour (X6)
- Quercy (X21)
- Victor Schoelcher, de septembre 1939 à octobre 1940, réarmé par le régime de Vichy, puis coulé
- Ville d'Alger, X3  conversion suspendue, converti en transport de troupe pour l'expédition
- Mexique (X22) : conversion abandonnée,  retour au commerce, transport de troupe, pour l'expédition en Norvège.  Coulé le 6 juin 1940
- Eridan (X18), réquisitionné mais non utilisé par la Marine Nationale
- Jénné (X12), réquisitionné mais non utilisé par la Marine Nationale
- Chilla, (X13), non réquisitionné
- Massilia, (X8), non réquisitionné

Le Cap des Palmes est saisi par les FNFL en novembre 1940 et converti en AMC en 1943, bien qu'il ait été en réalité armé comme un OBV.